# Appel au peuple (Suisse)
Pour les articles homonymes, voir Appel au peuple.
Appel au peuple est une association suisse indépendante et apolitique de « défense des intérêts des justiciables », active dans les années 2000. Elle se fit connaître par des actions chocs pour dénoncer « les dysfonctionnements de la justice suisse »,.

## Histoire
L'association est présidée par Gerhard Ulrich et menée notamment par Marc-Étienne Burdet. Elle compte quelque 1 000 membres en 2003.
Ses actions contre les injustices — dont ses membres se considèrent victimes — passent par des moyens d'intimidation et de harcèlement envers les juges et avocats à leurs yeux fautifs. L'association a également établi des « sit-in » devant les domiciles des juges dont elle a à se plaindre ainsi que devant le Tribunal fédéral, une pratique que le secrétaire général suppléant du Tribunal fédéral suisse lui a demandé d'abandonner.
En 2002, le site Web de l'association a été censuré par la justice vaudoise, car accusée de calomnies et injures.
Marc-Étienne Burdet a été condamné à 18 mois de prison ferme.
Dès 2004, Appel au peuple s'intéresse à « l'affaire Ferrayé », du nom de l'inventeur d'un système d'extinction des puits de pétrole (utilisé au Koweït lors de la guerre du Golfe), lequel se serait fait escroquer notamment grâce à la complicité de plusieurs notables et magistrats suisses,,. 
En 2005, l'association prend la défense d'un homme interné durant trois jours à la clinique psychiatrique de Belle-Idée de Genève en manifestant avec une dizaine de personnes devant le palais de justice en distribuant un tract intitulé : « Inouï : une privation de liberté impunie ! » Ce tract s'attaquait nommément aux médecins qui avaient ordonné l'internement et s'en prenait également au procureur général de Genève. Les médecins portent plainte en 2006 et le Tribunal de police de Genève condamne Gerhard Ulrich à 15 jours de prison pour diffamation. Le jugement est cassé en 2009 par le Tribunal fédéral.

## Description
Appel au peuple a été dépeinte par la justice et certains journaux suisses comme une association de quérulents.
L'association considère la franc-maçonnerie comme base d'un grand nombre de dysfonctionnements de la justice.
Parmi ses sympathisants, on compte François de Siebenthal.